# Elemer Kocsis
Elemer Kocsis, né le 16 octobre 1910 en Autriche-Hongrie et mort le 26 octobre 1981, était un ancien joueur de football roumain d'origine hongroise.

## Biographie
Il est connu pour avoir joué pendant la coupe du monde 1930 en Uruguay, avec l'équipe de Roumanie, sélectionné par l'entraîneur Costel Rădulescu. Pendant le mondial, il jouait pour l'équipe roumaine du FC Bihor Oradea.